# ローレンス・イーグルバーガー
ローレンス・シドニー・イーグルバーガー（英語：Lawrence Sidney Eagleburger、1930年8月1日 - 2011年6月4日）は、アメリカ合衆国の政治家、外交官。ジョージ・H・W・ブッシュ政権で第62代アメリカ合衆国国務長官を務めた。アメリカ史上唯一の職業外交官出身の国務長官である。

## 生涯
1930年8月1日にウィスコンシン州ミルウォーキーにて、地元の小学校教師でオランダ系アメリカ人の母：ヘレン・イーグルバーガー（Helen Eagleburger|旧姓：van Ornum）、医師でドイツ系アメリカ人の父：レオン・シドニー・イーグルバーガー（Leon Sidney Eagleburger）との間に誕生する。イーグルバーガー家は、18世紀中頃に七年戦争から逃れるべく、ヴュルテンベルク王国からミルウォーキーへと渡米した移民で、本姓のイーグルバーガー（Eagleburger）はシュトゥットガルト付近のアデルベルグに由来するアーデルベルガー（Adelberger）が英語風に改称した姓名である。ウィスコンシン大学スティーブンスポイント校を経て、1952年にウィスコンシン大学マディソン校を卒業し、アメリカ陸軍に入隊した。1954年にアメリカ陸軍中尉となった。
1954年に大学に戻り、ウィスコンシン大学マディソン校政治学専攻修士課程を修了した。1957年にアメリカ合衆国外交公務員となり、アメリカ合衆国国務省に入省する。在ホンジュラス大使館・アメリカ合衆国国務省本省を経て、セルビア・クロアチア語研修を受ける。1961年から1965年まで在ユーゴスラビア大使館に勤務した。
帰国後にアメリカ国家安全保障会議欧州上級部長・アメリカ合衆国国務次官特別補佐官を経て、1969年にはリチャード・ニクソン政権で国家安全保障担当大統領補佐官となったヘンリー・キッシンジャーの特別補佐官に就任した。その後ブリュッセルのNATO（北大西洋条約機構）代表部参事官やアメリカ合衆国国務長官に転じたキッシンジャーに従い、アメリカ合衆国国務省でいくつかの行政職を経験した。
リチャード・ニクソン大統領辞任後にイーグルバーガーは公職を辞したが、1977年にジミー・カーター大統領によって駐ユーゴスラビア大使に任命された。
1982年にロナルド・レーガン政権でアメリカ合衆国政治担当国務次官に任命された。1989年1月20日にジョージ・H・W・ブッシュが第41代大統領に就任するとアメリカ合衆国国務副長官となり、ジェイムズ・ベイカー国務長官を補佐し、ユーゴスラビア問題では政権内において主要なアドバイザーとして活動した。ユーゴ問題におけるイーグルバーガー及び国務省の選択は論争の的となり、結果としてセルビア民兵組織とユーゴスラビア連邦軍によるクロアチアへの介入を招いたことから、ヨーロッパのマスコミによって「セルビアのロレンス」と揶揄された。1992年8月にベーカーが大統領首席補佐官に転じた後、同年12月8日に後任として第62代国務長官に就任した。

### 国務長官退任後
2006年1月5日にホワイトハウスで行われたジョージ・W・ブッシュ政権の外交政策に関する会議に歴代の国務長官・国防長官経験者の1人として参加した。
バージニア州のウィリアム・アンド・メアリー大学の外部評議員を務めていた。

### 死去
2011年6月4日にバージニア州シャーロッツビルで死去。80歳であった。